# Kreatin-Transporter-Defekt
Der Kreatin-Transporter-Defekt (kurz CTD) ist eine sehr seltene, zu den Syndromalen X-chromosomalen mentalen Retardierungen zählende angeborene Störung des Kreatin-Transporters. Das Hauptmerkmal ist eine ausgeprägte geistige Behinderung infolge eines starken Kreatinmangels und einer zellulären Energiestörung der Nervenzellen. Ferner kann sich ein komplexes Spektrum weiterer Symptome, darunter Verhaltensprobleme (Autismus, ADHS), Entwicklungsverzögerung in Sprache und Motorik, epileptische Anfälle, Gedeihstörungen und gastrointestinale Probleme, manifestieren.

## Verbreitung und Vererbung

### Verbreitung
Die Häufigkeit ist nicht bekannt, bislang wurden mehr als 150 Betroffene beschrieben. Hauptsächlich ist das männliche Geschlecht betroffen. Es wird vermutet, dass die tatsächliche Prävalenz des Kreatin-Transporter-Defekts im Zuge von Fehldiagnosen unterschätzt wird, weil einigen Patienten mit SLC6A8-Mangel Autismus, ADHS oder eine ungeklärte geistige Behinderung diagnostiziert wurde. Schätzungen und Stichproben gehen davon aus, dass Mutationen am SLC6A8-Gen für ca. 1 bis 2 % der geistigen Entwicklungsstörungen verantwortlich sind: Die Ergebnisse eines SLC6A8-Screenings von 478 Männern mit mentaler Retardierung unbekannter Ursache deuten darauf hin, dass etwa 1 % der untersuchten Männer eine SLC6A8-Mutation aufweisen könnten. Anhand einer anderen Stichprobe von 288 Patienten mit syndromalen X-chromosomalen mentalen Retardierungen stellte sich heraus, dass mindestens 2,1 % eine Mutation auf dem SLC6A8-Gen aufwiesen (6 von 288 Patienten).

### Vererbung
Aufgrund der X-chromosomal-rezessiven Vererbung ist zumeist das männliche Geschlecht symptomatisch. Heterozygote Patientinnen mit SLC6A8-Mangel weisen aufgrund der zufälligen X-Chromosomen-Inaktivierung eine große phänotypische Variabilität auf, sodass keine oder leichte Symptome, aber auch schwere Erkrankungen aufkommen können. Es wird angenommen, dass 20 bis 30 % durch de novo Mutation verursacht werden.

## Klinische Erscheinungen
Die klinischen Ausprägungen des SLC6A8-Mangels wird von neurologischen Beeinträchtigungen dominiert. Klinische Kriterien sind:
- Krankheitsbeginn während des Kindesalters, meist in den ersten Lebensjahren
- intellektuelles Defizit
- Verhaltensauffälligkeiten
- Krampfanfälle
- stark verzögerte Sprachentwicklung

Hinzu können Mikrozephalie, Hypoplasie des Mittelgesichtes mit langem und schmalem Gesicht und prominentem Kinn kommen.
Bei weiblichen Überträgern kann es zu milden neuropsychologischen Beeinträchtigungen kommen.

## Organische Auswirkung und Ursache

### Bedeutung und Auswirkung eines defekten Kreatin-Transporters für den menschlichen Organismus
Kreatin ist eine stickstoffhaltige organische Aminosäure, die Zellen mit energiereichen Phosphaten versorgt und damit eine entscheidende Rolle im Energiestoffwechsel spielt. Insbesondere beim Energiestoffwechsel im Gewebe, vor allem der Muskeln und des Nervensystems, ist es unerlässlich. Durch enzymkatalysierte Hydrolyse wird das Adenosintriphosphat-Molekül in Adenosindiphosphat und Phosphat gespalten (siehe auch Creatin-Kinase). Für dieses sogenannte Kreatin-Phosphokreatin-System wird Kreatin innerhalb der Zelle benötigt und muss damit die Zellmembran überwinden. Hierfür ist der Kreatin-Transporter erforderlich.
Der Kreatin-Transporter ist ein sogenanntes Transportprotein (auch Carrier oder Membranprotein). Das Protein steuert den Kreatinfluss im gesamten Körper, indem es die Passage durch die Doppellipidschicht der Zellmembran ermöglicht und vielschichtige physiologische Aufgaben übernimmt (siehe Abbildung). Seine hauptsächliche Aufgabe ist es, die zellulären Kreatinreserven, die sich täglich in den Zellen um 1,7 - 2 % abbauen, aufzufüllen (entspricht in etwa 2 g pro Tag bei 70 kg Körpergewicht und durchschnittlich 120 g Kreatin im Körper). Das betrifft insbesondere Zellen, mit hohem und extrem schwankendem Energiebedarf, wie Hirn- und (Herz)-Muskelzellen. Organische Funktionen, die der Kreatin-Transporter unterstützt, lassen sich wie folgt zusammenfassen:

Organische Wirkweise des Kreatin-Transporters. Darstellung u. a. nach.

- Skelettmuskulatur: Im muskulären Engeriestoffwechsel ist Keratin unter anderem als Teil des Kreatin-Phosphokreatin-Systems als Energiezwischenspeicher im flüssigen Zellplasma (zytosolischer Puffer) durch die Regeneration von ATP Organische Wirkweise des Kreatin-Transporters. Darstellung u. a. nach [3].bei der Muskelkontraktion beteiligt.[15][16][17]
- Zentrales Nervensystem: Der Kreatin-Transporter übernimmt wesentliche Funktionen für Hirnzellen, wodurch höhere kognitive Funktionen ermöglicht werden. Das angereicherte Kreatin ermöglicht die ATP-Regeneration und den Transport von energiereichem Phosphat (ähnlich Skelettmuskulatur). Außerdem wird vermutet, dass Kreatin als Neurotransmitter fungiert, in Neuronen synthetisiert und in Abhängigkeit vom Aktionspotenzial freigesetzt werden kann,[17] da sich herausstellte, dass der Kreatin-Transporter an den Synapsen-Endköpfchen exprimiert wird. Möglicherweise, um das im synaptischen Spalt als Neurotransmitter freigesetzte und ungebundene Kreatin zu resorbieren bzw. zu recyceln.[18]
- Herzmuskulatur: Versorgung der Herzmuskulatur mit Kreatin.
- Embryonale Entwicklung: Kreatin-Transporter in der Plazenta nehmen Kreatin zur embyofetalen Entwicklung auf.
- Gastrointestinaltrakt: Versorgung der Darmepithelien mit Kreatin.
- Immunregulator: Kreatin hat regulierende Wirkung der Leukozyten und stabilisiert die Plasmamembranen der Erythrozyten.
- Nieren: Kreatin-Transporter resorbieren Kreatin aus dem Primär-Urin.
- Retina: Aufnahme von Kreatin in der Retina.
- Haut: Kreatin wirkt bei der Wundheilung mit und unterstützt den Hautschutz bei UV-Belastung.

### Besondere Bedeutung des Kreatin-Transporters im Zentralen Nervensystem

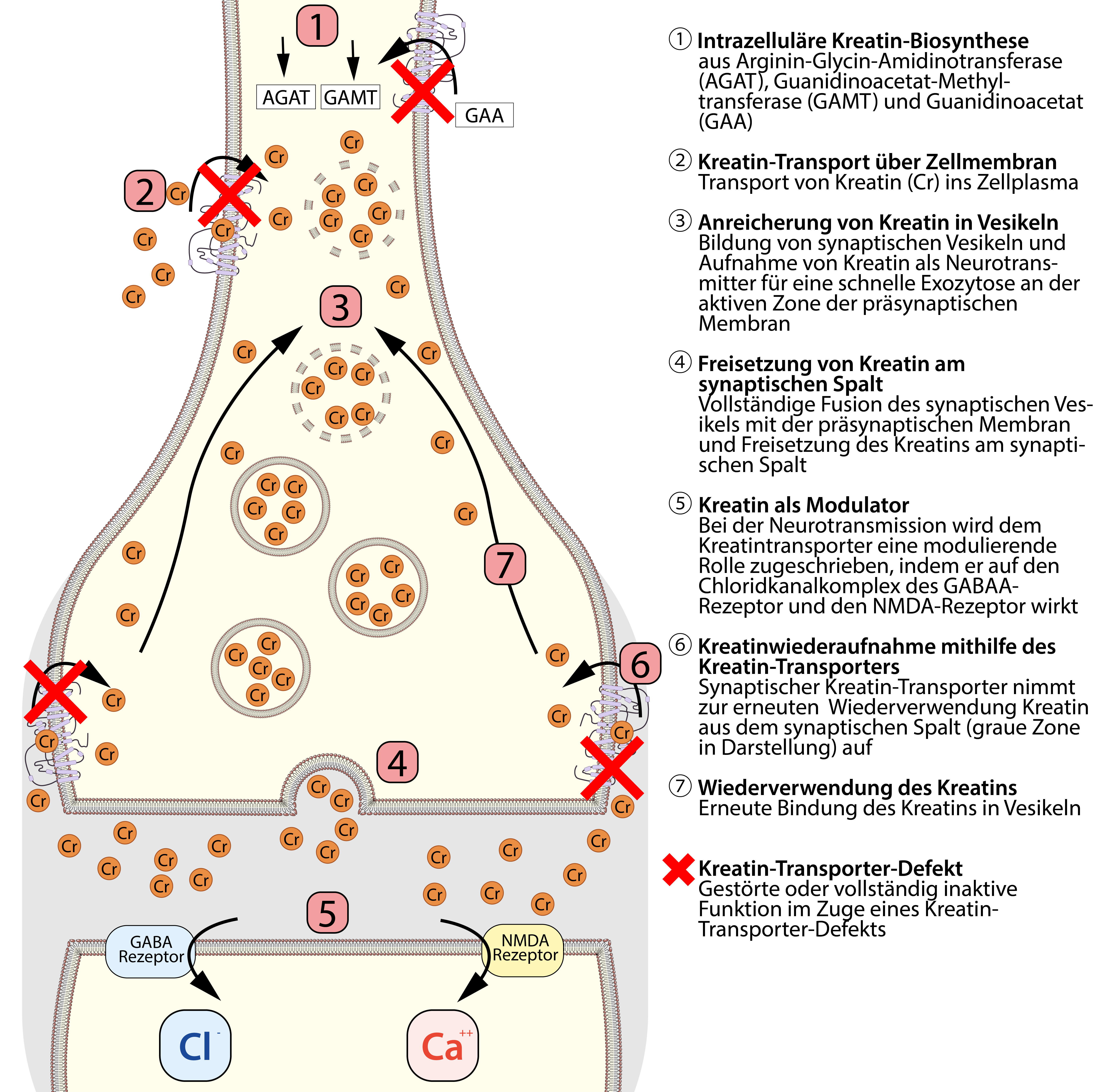
Wirkweise von Kreatin als Neurotransmitter und Darstellung der Zusammenhänge mit defekten Kreatin-Transporters. Darstellung u. a. nach.

Die Zusammenhänge und die Wirkweise des Kreatin-Transporters und des Kreatins im Gehirn sind noch nicht gesichert erforscht. Fest steht jedoch, dass Kreatin bei der Aufrechterhaltung des hohen zerebralen Energieniveaus als auch bei der Entwicklung des Zentralen Nervensystems eine entscheidende Bedeutung zukommt. Das Gehirn verbraucht etwa 20 % der gesamten Energieproduktion des Körpers und das Kreatin-Phosphokreatin-System trägt einen bedeutenden Anteil an der Energiebereitstellung der zerebralen Prozesse und kognitiven Leistungsfähigkeit.
Offen ist jedoch, ob, bzw. wie, das Kreatin in das Hirn gelangt. Einerseits kann es über die Blut-Hirn-Schranke (BHS) extern zugeführt werden. Andererseits gibt es immer mehr Hinweise, dass im zentralen Nervensystem ein autonomer Kreatin-Syntheseweg stattfindet. Die BHS ist möglicherweise nur im Kindes- und Jugendalter für größere Mengen Kreatin durchlässig, da bei ausgewachsenen Personen zwar die Blutgefäße ummantelnden Endothelzellen Kreatin-Transporter an der Zelloberfläche aufzeigen, aber die auskleidenden astrozytären Füße aufgrund fehlender Transporter keine Austauschfunktion einnehmen und das Kreatin nicht weiterreichen.
Auch wenn die Rolle der BHS beim Austausch von Kreatin zwischen Peripherie und dem Gehirn noch weitgehend unklar ist und ein autonomer Kreatin-Syntheseweg wahrscheinlich ist, konnte herausgefunden werden, dass Synapsenendköpfchen an der Zelloberfläche Kreatin-Transporter aufweisen. Hier hat Kreatin eine zentrale Rolle für den Energiestoffwechsel und fungiert wie in der Abbildung näher dargestellt möglicherweise als Neuromodulator oder Neurotransmitter (sowie als Appetit- und Gewichtsregulator).

### Genetische Ursache
Der Erkrankung liegen Mutationen im SLC6A8-Gen, auf dem X-Chromosom Genort q28 zugrunde, welches für den Kreatin-Transporter kodiert. Dieses Gen wird in allen Geweben ubiquitär exprimiert. Aus klinischer Perspektive umfasst der Kreatin-Transporter-Defekt eine breite Palette von Symptomen, die von der jeweiligen Mutationsvariante abhängen. Bei vielen der Mutationen handelt es sich um Punktmutationen, von denen bekannt ist, dass sie Faltungsdefekte des Kreatin-Transporter-Proteins auslösen. Die Defekte führen entweder dazu, dass sich die Proteine nicht an der Zelloberfläche lokalisieren und ihre Transportfunktion übernehmen können, sondern im endoplasmatischen Retikulum verbleiben und dort anschließend zersetzt werden. Oder nach einer erfolgreichen Lokalisierung an der Zelloberfläche ihre Transportfunktion nicht vollständig übernehmen können. Einige Mutationen führen zu wesentlich schwerwiegenderen Phänotypen als andere. Die Zusammenstellung der Genmutationen, und die Streubreite der Symptomatik ist in nachfolgender Tabelle dargestellt.
| Variante | Klinische Symptomatik | Einzelnachweis |
| -------- | --- | -------------- |
| P31L     | Krampfanfälle, Entwicklungsverzögerung in Sprache und Motorik, Volumenabnahme des Thalamus (Thalamusatrophie)                                                                                                | [ 27 ]         |
| G87R     | intellektuelle Beeinträchtigung | [ 28 ]         |
| G132V    | intellektuelle Beeinträchtigung | [ 2 ]          |
| R207W    | globale Entwicklungsverzögerung, Hypertonie, intellektuelle Beeinträchtigung und Störung der Planung von Sprechbewegungen (Sprechapraxie)                                                                    | [ 29 ]         |
| G253R    | milde intellektuelle Beeinträchtigung und Sprachverzögerungen | [ 30 ]         |
| N331K    | Sprechverzögerungen, Krampfanfälle und Hyperaktivität | [ 31 ]         |
| C337W    | intellektuelle Beeinträchtigung | [ 28 ]         |
| G356V    | Epilepsie und milde intellektuelle Beeinträchtigung | [ 32 ]         |
| G381R    | intellektuelle Beeinträchtigung, Krampfanfälle, Verhaltens- und Sprechstörungen, Hypertonie und gastrointestinale Probleme                                                                                   | [ 33 ]         |
| P382L    | schwere geistige Behinderung, Sprechverzögerung, Verhaltensprobleme und Epilepsie | [ 32 ]         |
| P390L    | intellektuelle Beeinträchtigung, Lernbehinderung, Krampfanfälle, Hyperaktivität und impulsives Verhalten | [ 28 ] [ 34 ]  |
| R391W    | Krampfanfälle, Hyperaktivität, Aggressivität und Essstörungen (Hyperphagie) | [ 31 ]         |
| T394K    | intellektuelle Beeinträchtigung, schwere Entwicklungsverzögerungen, Sprachbehinderung, Krampfanfälle und leichter Autismus                                                                                   | [ 35 ]         |
| A404P    | leichte psychomotorische Retardierung, sprachliche Beeinträchtigung | [ 36 ]         |
| G424D    | Sprach- und Sprechverzögerung, Lernbehinderung, leichte autistische Merkmale, soziale Ängste und Aufmerksamkeitsdefizite, aggressives Verhalten, Impulsivität und Hyperaktivität                             | [ 37 ]         |
| D466R    | Entwicklungsverzögerung, Dystonie, ausbleibende Sprachentwicklung und Epilepsie | [ 38 ]         |
| D474G    | milde intellektuelle Beeinträchtigung und gelegentliche Fieberschübe | [ 39 ]         |
| C491W    | tonisch-klonische Krampfanfälle | [ 40 ]         |
| M510K    | moderate intellektuelle Beeinträchtigung, auf Antiepileptika ansprechende Anfälle, Hypertonie und Dysarthie                                                                                                  | [ 39 ]         |
| P544L    | moderate intellektuelle Beeinträchtigung, Hypertonie, verzögerte Sprachentwicklung, epileptische Wellen | [ 41 ]         |
| P554L    | intellektuelle Beeinträchtigung, Hypertonie, schwere Störung der Sprachentwicklung, Krampfanfälle, arzneimittelresitente Epilepsie und Autismus sowie plötzlicher Tod einer Patientin im Alter von 17 Jahren | [ 28 ] [ 42 ]  |
| G561A    | intellektuelle Beeinträchtigung | [ 43 ]         |
| F315del  | intellektuelle Beeinträchtigung, Epilepsie, Autismus und Sprachverzögerung | [ 44 ]         |
| N336del  | intellektuelle Beeinträchtigung, Krampfanfälle und motorische Dyspraxie | [ 45 ]         |
| I347del  | moderate intellektuelle Beeinträchtigung, aggressives Verhalten und Krampfanfälle | [ 46 ]         |
| F354del  | intellektuelle Beeinträchtigung | [ 47 ]         |
| F360del  | intellektuelle Beeinträchtigung, Epilepsie, Autismus und Sprachverzögerung | [ 44 ] [ 48 ]  |
| F408del  | intellektuelle Beeinträchtigung, Epilepsie, Autismus, Krampfanfälle, Sprach- und Sprechverzögerung und ein reduziertes Interesse an der Umgebung                                                             | [ 49 ] [ 50 ]  |

## Diagnostik

### Mehrstufige Diagnostik zum gesicherten Befund
Die Diagnostik erfolgt in mehreren Schritten:
1. Im Urin oder Blut lassen sich Kreatin und Metaboliten bestimmen. Ein erhöhtes Kreatin-zu-Kreatinin-Verhältnis deutet auf einen Kreatin-Transporter-Defekt hin. Die Bestimmung des Kreatin-Kreatinin-Verhältnisses hat einen wichtigen diagnostischen Wert, da die nicht durch Kreatinin korrigierten Kreatinwerte im Urin von Patienten mit SLC6A8-Mangel für normal befunden werden können. Bei weiblichen Patienten mit einem Kreatin-Transporter-Defekt wurde im Zuge des Urinscreening beschrieben, dass teilweise normale Kreatin-Werte im Urin gemessen werden, wodurch die Bestimmung des Kreatinwertes im diagnostischen Verfahren unzureichend sein kann.[51]
2. Punkt 1 ersetzend oder ergänzend ist eine zerebrale 1H-Protonenspektroskopie möglich, die den Kreatinmangel im Gehirn erfasst.
3. Die biochemischen Untersuchungen werden anschließend durch humangenetische Untersuchungen gesichert.[9]

### Pränatale Diagnostik des Kreatin-Transporter-Defekts
Bei Trägerinnen des SLC6A8-Mangels ist zuvor die Bestimmung des Geschlechts des Fötus anhand des Karyotyps der fetalen Zellen durch Amniozentese oder Chorionbiopsie erforderlich. Bei männlichen Föten wird das SLC6A8-Gen in der fetalen DNA untersucht. Bei weiblichen Föten kann ein Indexfall in der Familie eine medizinische Indikation für eine pränatale Diagnose darstellen.

### Differentialdiagnostik
Abzugrenzen sind andere Formen des Kreatinmangels. Sie haben andere Ursachen und sind durch die Gabe von Kreatin behandelbar:
- GAMT-Mangel[52]  mit Mutationen im GAMT-Gen auf Chromosom 19 an p13.3, welches für die Guanidinoacetat-N-Methyltransferase kodiert.[53] Synonym: Guanidinoacetate Methyltransferase Deficiency; GAMT Deficiency; Creatine Deficiency Syndrome Due To GAMT Deficiency; CCDS2.
- AGAT-Mangel[54], mit Mutationen im GATM-Gen auf Chromosom 15 an q21.q, welches für die L-Arginin:Glycin-Amidinotransferase kodiert.[53] Synonym: Arginine:Glycine Amidinotransferase Deficiency; AGAT Deficiency; GATM Deficiency; Creatine Deficiency Syndrome Due To AGAT Deficiency; CCDS3.

## Forschung und Therapieansätze

Therapeutische Ansätze zur Behandlung des Kreatin-Transporter-Defekts in einem stark vereinfachten Modell. U. a. nach. Die einzelnen Punkte werden im Fließtext des Kapitels beschrieben.

Die Erstbeschreibung erfolgte im Jahre 2001 durch die niederländische Ärztin Gajja S. Salomons und Mitarbeiter. Grundsätzliches Ziel bei der Erforschung therapeutischer Ansätze ist es, einen Anstieg des zellulären Kreatin-Spiegels herbeizuführen, der durch Mutationen am Kreatin-Transporter unterbunden ist (siehe nebenstehende Abbildung Punkt 1). Zum gegenwärtigen Zeitpunkt konnte keine der verfügbaren therapeutischen Maßnahmen das klinische Ergebnis bei den behandelten CTD-Patienten langfristig verbessern. Nachfolgend werden die Erkenntnisse aus verschiedenen molekularen, tierexperimentellen und menschlichen Fallstudien vorgestellt.

### Orale Gabe von Kreatinmonohydrat, L-Arginin und Glycin
In einer Überschichtstudie wird 10 von 28 Patienten, die im Zuge einer hoch dosierten oralen Gabe von Kreatinmonohydrat zusammen mit L-Arginin und Glycin erhalten haben, eine klinische Verbesserung des Zustandes, z. B. durch eine Abnahme der Anfälle und Verbesserung der muskulären Symptome, beschrieben. Jedoch wird der oralen Gabe in diversen Untersuchungen eine Ineffektivität bzw. Unwirksamkeit dieser Behandlungsmöglichkeit im Hinblick auf eine Steigerung des Kreatingehalts im Gehirn bescheinigt. Es ist zu berücksichtigen, dass eine kombinierte Gabe von L-Arginin und Glycin bei einigen Patienten Hyperhomocysteinämie hervorgerufen hat. Hohe L-Arginin-Dosen über einem längeren Zeitraum setzen Patienten durch eine erhöhte Stickoxid-Synthese einem potenziellen Toxizitätsrisiko aus. Bei einer heterozygoten Patientin mit starker Epilepsie bewirkte die Gabe von Kreatin in Kombination mit Arginin und Glycin eine vollständige Auflösung der Anfälle.
Als Hauptursache für den ausbleibenden Anstieg des zerebralen Kreatins wird diskutiert, dass im Zuge des Kreatin-Transportes über die Blut-Hirn-Schranke (BHS), bis zu drei bzw. fünf Membranen zu passieren sind (mit bzw. ohne Sternzellen), die ohne funktionales Transporter-Protein nicht oder in zu geringer Menge überwindbar sind: Von den mikrokapillaren Endothelzellen an der BHS zu den umgebenden Astrozyten und zu den Gehirnzellen im ZNS-Parenchym (z. B. Neuronen und Oligodendrozyten).

### Entwicklung von lipophilen Kreatin-Analoga
Kreatin-Analoga sind der Grundsubstanz Kreatin sehr ähnlich und weisen daher vergleichbare chemische Eigenschaften auf. Von einigen lipophilen Kreatin-Derivaten wird angenommen, dass sie eine gute Permeabilität durch die Doppellipidschicht der Zellmembran aufweisen. Dadurch könnte es möglich sein, auch ohne den Kreatin-Transporter den Kreatingehalt an den organischen Wirkungsorten zu erhöhen. Die Wirkweise ist in obiger Abbildung unter Punkt 2 modellhaft zu sehen. Lipophile Kreatin-Analoga könnten sich somit als ein vielversprechender Arzneimittelkandidat erweisen. Ausgewählte Beispiele von lipophilen Analoga mit bereits erfolgten Untersuchungsmethoden und -ergebnissen:
| Kreatin-Analoga                                       | Vorgehen / Ergebnis | Einzelnachweis |
| ----------------------------------------------------- | --- | -------------- |
| Kreatinbenzylester/ Phosphokreatin -Mg- Komplexacetat | Der Kreatin- und Phosphokreatingehalt erhöhte sich in In-vitro-Hippocampusscheiben bei Mäusen. Zwölfmonatige Gaben mit Kreatinbenzylester bei vier Patienten führten zu keiner signifikanten klinischen Wirkung. | [ 66 ] [ 67 ]  |
| Cyclocreatin                                          | Die kognitiven Fähigkeiten von Knockout-Mäusen steigerten sich nach der Gabe von Cyclocreatin. | [ 68 ] [ 69 ]  |
| Betaine                                               | Mehrmonatige Gaben führten bei zwei Halbbrüdern zu klinischen Verbesserungen (z. B. Gewichtszunahme, gesteigerte Aktivität), wobei auch die allgemeine Nahrungsaufnahme der Patienten überwacht und verbessert wurde. | [ 70 ]         |
| Dodecyl-Kreatin-Ester                                 | Dodecyl-Kreatin-Ester, welches in Hüllen von Lipid-Nanokapseln eingefügt wurde, war in einem in vitro-Zellen basiertem BHS-Modell in der Lage, die BHS-Schranke zu überwinden und Endothelzellen zu erreichen. In menschlichen Fibroblasten ohne Kreatin-Transporter wurde eingekapseltes Dodecyl-Kreatin-Ester freigesetzt und intern zu Biokreatin transferiert. | [ 71 ]         |

### Verbindung des Kreatins mit Salzen
Durch Konjugation von Kreatin mit Salzen kann eine Aufnahme von Kreatin über andere Transporter erfolgen. In obiger Abbildung ist dies durch Punkt 3 dargestellt.

### Pharmakologische Chaperone

Der Kreatin-Transporter an der Zellmembran mit möglichen Mutationsvarianten und die Wirkung des synthetischen Chaperon 4-Phenyl-Butyric-Acid.

Bei pharmakologischen Chaperonen handelt es sich um kleine Moleküle, die die Fehlfaltung des mutierten Proteins verhindern/korrigieren, seine Translokation an die richtige zelluläre Lokalisation ermöglichen und dafür sorgen können, dass es seine Aktivität wiedererlangt. Sie können sich daher als therapeutischer Ansatz für Patienten mit Fehlfaltungsmutationen von SLC6A8-Varianten eigenen, in dem sie bei der Faltung während der Genese des Transporters frühzeitig im endoplasmatischen Retikulum wirken oder nach Lokalisation eines fehlgefalteten Kreatin-Transporters an der Zellmembran Faltungskorrekturen vornehmen (siehe obige Abbildung Punkt 4). Für einige Mutationen, die zu Fehlfaltungen des Transporters führten, wurde mit 4-Phenyl-Butyric-Acid (4-PBA) und Hitzeschockproteine experimentiert, um die Fehlfaltungen zu korrigieren. Auch wenn die genauen Wirkmechanismen von 4-PBA noch weitgehend unbekannt sind, beweisen Untersuchungen mit dem synthetischen Chaperon 4-PBA grundsätzlich, dass Fehlfaltungen am SLC6A8-Protein behoben werden können. Vorausgesetzt, es handelt sich um eine Mutationsvariante, die auf Proteinfaltungsfehler im endoplasmatischen Retikulum zurückzuführen ist. Ursächlich ist hierfür, dass 4-PBA im endoplasmatischen Retikulum wirkt und die dort durchgeführte Faltung des Transporterproteins beeinflussen kann.

### Gentherapie
Aktuell sind mehrere Ansätze in Arbeit, die auf adeno-assoziierte Viren (AAV) basieren. Sie werden bereits als viraler Vektor in der Gentherapie verwendet und haben sich als einer der am häufigsten und sichersten Vektoren erwiesen. In Hinsicht auf den Kreatin-Transporter-Defekt sind die besonderen Vorteile der AAV, dass sie sich leicht manipulieren lassen, um ein Transgen zur Genübertragung in die Zellen/Zellkerne einzuführen und durch sie Neuronen mit der gewünschten Gensequenz zu infizieren. Damit könnte ermöglicht werden, dass funktionsfähige Transporter-Proteine in den Hirnzellen etabliert werden können, wodurch die Patienten ausreichende Mengen an zellulären Kreatin aufbauen könnten.

## Sonstiges

### Dachorganisation und Zusammenschluss von Patienten
Die Vereinigung für Kreatinmangel (Association for Creatine Deficiencies, ACD) ist eine internationale gemeinnützige Organisation, die sich allen drei zerebralen Kreatin-Mangel-Syndromen widmet. Ihre Aufgabe ist es unter anderem, die medizinische Forschung für Behandlungen und Heilmethoden zu finanzieren und fördern sowie Patienten aufzuklären.